# Estatua de plata dorada de Amon-Ra
La estatua de plata dorada de Amon-Ra es una escultura tallada en el año 1300 a. C., en época de la Dinastía XVIII de Egipto. Es del estilo del arte egipcio, está fabricado en plata dorada y tiene una altura de 21 centímetros.

## Hallazgo e historia
La escultura procede del templo dedicado a Amón-Ra, (Amón, Amun en inglés) «El oculto», símbolo del poder creador y «Padre de todos los vientos» en la mitología egipcia y que se le asoció a Ra, dios de Heliópolis, divinidad Solar, bajo el nombre de Amón-Ra convirtiéndose en la principal divinidad de la religión egipcia, y cuyo nombre llevaron varios faraones en su titulatura).
El templo estaba situado en la actual localidad egipcia de Karnak, que ocupa parte de la antigua ciudad de Tebas.

## Conservación
La figura se exhibe de forma permanente en el Museo Británico después de ser adquirida en una subasta en el año 1835. Su anterior propietario fue Henry Salt, artista, viajero, diplomático, retratista, y naturalista inglés.